# トリグブ・リー
トリグブ・ハルブダン・リー（ノルウェー語: Trygve Halvdan Lie ノルウェー語発音: [ˌtɾyɡʋə ˈliː] ( 音声ファイル)、, 1896年7月16日 - 1968年12月30日）は、ノルウェーの政治家、労働運動家、政府高官、著述家である。ノルウェーがドイツ統治下にあった1940年から1945年まで、ロンドンで設立された亡命政権において外務大臣を務めた。1946年から1952年までは、初代国連事務総長を務めた。現実的で決断力のある政治家として評価されている。

## 若年期
リーは1896年7月16日にクリスティアーニア（現在のオスロ）で生まれた。父は大工のマルティンで、1902年に家族を残してアメリカに移り、その後の消息は不明である。トリグブは、母のフルダや当時6歳だった妹とともに、貧しい環境で育った。母はオスロで下宿屋とカフェを経営していた。
1911年に15歳でノルウェー労働党に入党し、1919年にオスロ大学法学部を卒業すると、すぐに党の全国書記に就任した。1919年から1921年まで、労働党の機関紙『Det 20de Århundre』（20世紀）の編集長を務めた。1922年から1935年まで、全国労働組合（1957年にノルウェー労働組合総連合に改称）の法律顧問を務めた。1931年から1935年まで、ノルウェー労働者スポーツ連盟の議長を務めた。

## 政治家としてのキャリア
1922年から1931年まで、アーカー市議会の執行委員を務めた。1937年にアーケシュフース県から国会議員に選出された。1939年にヨハン・ニガードフォルド内閣において法務大臣に任命された。その後、通商産業大臣（1939年7月-10月）、物資船舶大臣（1939年10月-1941年）を歴任した。
リーは、若年期から社会主義者で、ロシアの十月革命の初期からの賛同者だった。労働党のモスクワ訪問中にウラジーミル・レーニンに会ったことがある。レフ・トロツキーがソ連を追放されたときには、ノルウェーに定住する許可を出した。トロツキーを自宅軟禁状態のもと無力化しておきたいというヨシフ・スターリンの願いにリーが屈したと言われるが、結果として、トロツキーが政治活動を控えるという約束を破ったために国外追放せざるを得なくなった。
1940年、ナチス・ドイツがノルウェーに侵攻した際、リーはノルウェーの全船舶に連合国の港に避難するよう命令を出した。1941年、リーはノルウェー亡命政府の外務大臣に任命され、1946年までその地位にとどまった。

## 国連でのキャリア
リーは、1945年にサンフランシスコで開催された国際会議へのノルウェー代表団に参加し、安全保障理事会規定の起草を主導した。1946年の第1回国連総会では、ノルウェー代表団長を務めた。1946年2月1日、リーは初代国連事務総長に選ばれた（1946年の国際連合事務総長の選出）。これは大国間の妥協の結果であり、わずかな期間を経たのみで最初の国連事務総長が選ばれた。
リーは国連本部を現在の場所にするために多くの献金をジョン・ロックフェラー2世から受け取り、そこに事務局を設立し、国際連合の旗を定めた。
リーは事務総長として、イスラエルとインドネシアの建国を支援して国連への加盟を認め、特にイスラエルには秘密裏に軍事・外交の極秘情報の提供も行っていた。1948年に旧イギリス委任統治領パレスチナの休戦協定を結んだ際には、調停官を補佐する50名の国連警護隊を派遣し、国連初の平和維持活動である国連休戦監視機構(UNTSO)を発足させた。イランではソ連軍の撤退、カシミール地方では戦闘の停戦に尽力した 。
朝鮮戦争中、韓国側に与して国連軍を送ったことでソ連の怒りを買った。ソ連は1950年以降国連での会合をボイコットし、彼はソ連に国連に戻るよう働きかけたが効果は薄く、最終的にソ連は国連に戻ったが、リーの関与は少なかった。
リーは、フランシスコ・フランコの独裁政権に反対し、1946年12月にスペインをファシストの国として排除する国連決議を採択させた。国共内戦で国民党（中華民国）政府が台湾に撤退した後は、加盟義務を完全に果たすことができる唯一の政府は中華人民共和国であると主張し、中華人民共和国の国連承認を求めた。
批判としては、ベルリン封鎖に対する対応のまずさ、さらには朝鮮戦争を迅速な終結に導けなかったことに対する点が挙げられるが、これはリーが国連事務局において「特定の勢力」の影響下にあったためとも言われる。また、尊大かつ頑固であるという面に関しても言及されることがある。
リーの任期が終わりに近づきつつあった1950年、アメリカはリー以外の候補を立てることなどまったく考えていなかったが、ソ連はこれを断固拒否した。朝鮮戦争下の対立のため安全保障理事会は完全なる袋小路に陥っていた。11月1日、国連総会はソ連の反対を押し切って、賛成46票、反対5票、棄権8票でリーの任期延長を決議した（1950年の国際連合事務総長の選出）。その後、ソ連はリーを事務総長と認めることを拒否し、事務総長宛とするべき連絡は全て「事務局宛」に送付した。また、「不誠実な」アメリカ人（国連組織の創設の際、必要な公務員の迅速な雇用を彼が強行したと考えた事実）を雇用したとジョセフ・マッカーシーによって非難されたため、リーは1952年11月10日に辞任した

## 事務総長退任後
リーは、国連事務総長退任後も、ノルウェーの政治に積極的に関わった。オスロ・アーケシュフースの知事、エネルギー評議会委員長、産業大臣、通商・海運大臣などを歴任した。
国連での日々を綴った"In the Cause of Peace: Seven Years with the United Nations"（『平和のために: 国際連合との7年間』、1954年）をはじめ、数多くの著書がある。

## 私生活と死去
1921年にヒョルディス・イェルゲンセン(Hjørdis Jørgensen)と結婚し、ジゼル(Sissel)、グリ(Guri)、 メッテ(Mette)の3人の娘をもうけた。ヒョルディスとは1960年に死別した。
1968年12月30日、心臓発作によりイェイロで死去した。72歳だった。

## 評価
一部の学者は、リーを歴代国連事務総長の中で最下位に位置づけている。「外交上の失敗を重ね、国連の名を汚し、しかもほとんど何も成し遂げられなかった」というのがその理由である。一方で、ロングアイランドの掘っ立て小屋のような建物で発足した国連を、ニューヨークに巨大な本部ビルを構える組織に発展させるなど、国連組織をゼロから構築したのはリーの功績と言える。

## 主な著書
- Den nye arbeidstvistlov, 1933
- De forente nasjoner, 1949
- Syv år for freden, 1954（英語版 In the Cause of Peace: Seven Years With the United Nations）
- Internasjonal politikk, 1955
- Leve eller dø. Norge i krig, 1955
- Med England i ildlinjen 1940–42, 1956
- Hjemover, 1958
- Oslo–Moskva–London, 1968